# Турчин Ярина Богданівна
Ту́рчин Я́рина Бо́гданівна (нар. 22 жовтня 1975, Львів) — український науковець, доктор політичних наук, директор Інституту гуманітарних та соціальних наук, професор кафедри політології та міжнародних відносин Національного університету «Львівська політехніка».

## Біографічні відомості
1997 р. закінчила Тернопільський державний педагогічний інститут. Упродовж 2000–2004 рр. навчалася в аспірантурі Львівської політехніки. У Національному університеті «Львівська політехніка» працює з 2004 р. Упродовж 2007–2014 рр. очолювала кафедру політології. З грудня 2014 р. обіймає посаду директора Інституту гуманітарних та соціальних наук.

## Наукова діяльність
2005 року захистила кандидатську дисертацію «Суспільно-політичні погляди та державотворчі ідеали С.Шелухіна», а 2011 р. — докторську дисертацію на тему «Державотворчі ідеали О.Ейхельмана: еволюція інституційних вимірів політики» за спеціальністю 23.00.01 — теорія та історія політичної науки.
Ярина Богданівна є учасником понад 60 міжнародних та всеукраїнських науково-практичних конференцій, кафедральних та міжкафедральних наукових семінарів.
Неодноразово долучалася до організації і проведення Екуменічних соціальних тижнів у Львові, зокрема у 2012 році отримала Подяку від секретаріату Екуменічних соціальних тижнів України за підтримку в організації та проведенні 5-го Екуменічного соціального тижня «Майбутнє демократії в Україні».
З 2009 р. очолила дослідження за науковим напрямом кафедри «Проблеми та перспективи розвитку демократії в Україні», а з 2013 р. — «Політологічні аспекти розвитку держави: внутрішній та зовнішній виміри». Здійснює наукове керівництво аспірантами.
Член спеціалізованої вченої ради Д. 35.051.17 у Львівському національному університеті ім. І. Франка.
Входить до складу редколегій трьох наукових збірників:
- «Українська національна ідея: реалії та перспективи розвитку» (Національний університет «Львівська політехніка»);
- Філософський вісник[2] (Національний університет «Львівська політехніка»);
- Вісник Львівського університету «Філософсько-політологічні студії»[3] (Львівський національний університет імені Івана Франка).

Також очолює редколегію наукового журналу «Гуманітарні візії». Член редколегій наукових збірників: Вісник Львівського університету «Філософсько-політологічні студії» (ЛНУ ім.І.Франка); двох міжнародних наукових журналів, Науковий вісник Східноєвропейського національного університету імені Лесі Українки «Міжнародні відносини, суспільні комунікації та регіональні студії»; «Media i spoleczeństwo» (Польща).
Здійснює керівництво науково-аналітичним центром політичних досліджень «Вектор» Національного університету «Львівська політехніка».
Входить до складу Вченої ради Національного університету «Львівська політехніка». Турчин Я. очолює Вчену раду Інституту гуманітарних і соціальних наук, є членом атестаційної комісії Вченої ради Національного університету «Львівська політехніка».
Співорганізатор Польсько-українських наукових форумів.
Організатор зустрічі-дискусії з міжнародною участю «Україна-Польща: становлення та розвиток стратегічного партнерства» (березень, 2017 р.).
Турчин Я.Б. рецензує кандидатські і докторські дисертації, монографії, статті, магістерські роботи, автореферати, монографії, методичні розробки, навчальні посібники і підручники. 
Член методичної комісії Національного університету «Львівська політехніка» за спеціальністю 055 «Міжнародні відносини, суспільні комунікації та регіональні студії». 
Член методичної підкомісії Міністерства освіти і науки України за спеціальністю 055 «Міжнародні відносини, суспільні комунікації та регіональні
студії». 
Розробник стандарту вищої освіти України за спеціальністю 055 «Міжнародні відносини, суспільні комунікації та регіональні студії».
Здійснює керівництво науковим стажуванням професорів та докторантів Інституту гуманітаристики Вармінсько-Мазурського університету.
Курує процес підписання програми студентської та викладацької мобільності «Erasmus+ Programme» між Вармінсько-Мазурським університетом в
Ольштиті та Національним університетом «Львівська політехніка» і є координатором виконання цієї угоди з боку Львівської політехніки.
Пройшла наукове стажування у Вюрцбурзькому університеті (Німеччина) з проблеми інклюзії, а також наукове стажування у Вармінсько-Мазурському університеті (Польща).

### Наукові інтереси
- Концепції української державності українських вчених-емігрантів міжвоєнного періоду[8][9].
- Діяльність українських еміграційних науково-культурних центів міжвоєнного періоду[10][11].
- Розвиток української правової думки в еміграції[12][13].
- Громадсько-політична діяльність, концепція української державності Отто Оттовича Ейхельмана[14][15][16].

## Громадська діяльність
Бере участь у раді Товариства «Просвіта» ім. Т. Шевченка Національного університету «Львівська політехніка».
Як член ради «Просвіти» долучається до всіх заходів під її егідою.
Організувала і провела свято кращої студентської групи спеціальності «Міжнародні відносини» (листопад, 2013 р.).
Турчин Я.Б. працює у складі атестаційної комісії Вченої ради Національного університету «Львівська політехніка».
Долучається до багатьох заходів, які проводить Міжнародний інститут освіти, культури та зв'язків з діаспорою Львівської політехніки.

## Нагороди
- Почесна грамотою Національного університету «Львівська політехніка» за визначні успіхи в педагогічній і науковій роботі та видатні заслуги перед Львівською політехнікою (2009).
- Нагрудний знак університету за значні досягнення в науковій роботі (2012).
- Диплом першого ступеня Національного університету «Львівська політехніка» як переможець конкурсу монографій, підручників та навчальних посібників у номінації «Найкраща монографія»[17][18] (2012).
- Подяка Міністерства освіти і науки України за багаторічну сумлінну працю, вагомий особистий внесок у підготовку висококваліфікованих спеціалістів та плідну науково-педагогічну діяльність (2014).
- Грамота Верховної Ради України «За заслуги перед Українським народом».

## Наукові публікації
У науковому доробку понад 160 праць з політологічної тематики, з них більше ніж 20 навчальних посібників та словників, 2 монографії, 30 навчально-методичних видань, 110 наукових публікацій.

### Монографії та навчальні посібники
1. Гетьманчук М. П., Турчин Я. Б. Сергій Шелухін: суспільно-політичні погляди та державотворчі ідеали. — Львів: Дослідно-видавничий центр Наукового товариства ім. Т. Шевченка, 2006. — 214 с. (у співавторстві).
2. Конфліктологія: Навчальний посібник. — Львів: ЛІСВ, 2007. — 326 с. (у співавторстві);
3. Конфліктологія: Навчальний посібник-практикум. — Львів: ЛІСВ, 2007. — 307 с.(у співавторстві);
4. Словник-довідник політологічних термінів. — Львів: Вид. НУ «Львівська політехніка», Військовий інститут НУ «Львівська політехніка», 2006. — 228 с. (у співавторстві).
5. Соціальна політика: поняття, категорії, терміни. — Львів: Вид-во НТШ, 2008. — 273 с.
6. Соціальна політика: поняття, категорії, терміни. Видання2-ге доповнене і перероблене. — Львів: Вид-во Військового ін-ту НУ «Львівська політехніка»,2009. — 314 с.
7. Геополітика. Військово-політичні аспекти: Навчальний посібник. — Львів: ЛІСВ, 2008. — 343 с.
8. Конфліктологія. Словник: поняття, категорії, терміни. — Львів: ЛІСВ, 2007. — 205 с.
9. Соціологія: Курс лекцій. — Львів: ЛІСВ, 2008. — 95 с.
10. Країнознавство [Текст]: навч. посіб. / Я. Б. Турчин, Л. О. Дорош, О. Н. Горбач. — Львів: Вид-во Львів. політехніки, 2012. — 273 с. : іл.,табл. — Натит. арк. авт. не зазначено. — Бібліогр.: с. 270–273. — ISBN 978-617-607-267-6
11. Країнознавство [Текст]: довідник / Я. Б. Турчин, Л. О. Дорош, О. Н. Горбач; Нац. ун-т «Львів. політехніка». — Львів: Вид-во Нац. ун-ту «Львів. політехніка», 2012. — 294 с. — Алф. покажч. : с. 293-294. — ISBN 978-617-607-322-2
12. Історія міжнародних відносин (від Стародавнього світу до початку XX ст.) [Текст]: навч. посіб. / Я. Б. Турчин, Р. Б. Демчишак, Т. І. Плазова; Нац. ун-т «Львів. політехніка». — Львів: Вид-во Львів. політехніки,2013. — 139 с.: іл.— Бібліогр. : с. 134-137 (80 назв). — ISBN 978-617-607-483-0
13. Вступ до спеціальності «Міжнародні відносини» [Текст]: навч. посіб. / Л. О. Дорош, Ю. Я. Тишкун, Я. Б. Турчин; Нац. ун-т «Львів.політехніка». — Львів: Вид-во Львів. політехніки, 2013. — 175 с.: іл. — Назва обкл. : Міжнародні відносини. Вступ до спеціальності. — Бібліогр. : с. 161-174(204 назви). — ISBN 978-617-607-451-9
14. Отто Ейхельман: постать на зламі століть. Політологічний дискурс [Текст]: монографія / Я. Б. Турчин; Нац. ун-т «Львів. політехніка». — Львів: Вид-во Нац. ун-т «Львів. політехніка», 2010. — 519 с.: портр. — Бібліогр.: С. 379–406 та впідрядк. прим. — ISBN 978-966-553-967-4
15. Теорія парламентаризму [Текст]: навч. посіб. [для вищ.навч. закл. / М. А. Бучин; Я. Б. Турчин та ін.]; Нац. ун-т «Львів.політехніка». — Львів: Вид-во Нац. ун-т «Львів. політехніка», 2011. — 388 с. — Авт.зазначено на обкл. — Бібліогр.наприкінці лекцій. — ISBN 978-617-607-070-2
16. Історія міжнародних відносин (1914-2015): навч.посібник. Я.Б.Турчин, Р.Б.Демчишак, Л.С.Матлай. - Львів: Видавництво Львівської політехніки, 2016. – 140 с.
17. Історія соціологічної думки: навчальний енциклопедичний словник-довідник / за наук.ред. В.М.Пічі (Н.В.Коваліско, В.М.Онищук, Н.М.Цимбалюк та ін.). - Львів: «Новий світ - 2000», 2016. – 678 с.

### Статті у закордонних виданнях
1. Prospects of the eastern partnership under modern challenges to the European security system / Yaryna Turchyn,Lesya Dorosh // Lithuanian Foreign Policy Review. – 2016.
2. Security trends in the Eastern Europe: New approaches to the collective security / Я.Б. Турчин. Л.О.Дорош // Багатовимірність категорії безпека. Міждисциплінарний підхід. – Львів-Ольштин: видавництво «Wpis», видавництво «Сорока Т.Б.», 2016. – С.119 – 129.
3. Міжнародний вимір та глобальні наслідки російсько-українського конфлікту / Я.Б.Турчин // Україна. Конфлікт, трансформація, інтеграція. – Львів-Ольштин: видавництво «Wpis», видавництво «Сорока Т.Б.», 2016. – С.13 – 31.
4. Турчин Я.Б. «М’яка сила» України в Польщі / Я.Турчин // Nova Ukraina – Нова Україна: Zeszyty historyczno-politologiczne. - Kraków–Przemyśl, 2012. – Вип.12. – С. 75-83.